# Antoine Ciosi
Antoine Ciosi (Sorbo-Ocagnano, 15 dicembre 1931) è un cantante francese.

## Biografia
Nato in Corsica a Sorbo-Ocagnano, non lontano dalla costa tirrenica dell'isola, nel 1966 ha esordito con il suo primo album e ha all'attivo una lunga carriera dedicata alla musica tradizionale cantata in lingua corsa. 
Nell'aprile 1963 ha ottenuto il primo premio della canzone corsa che si è tenuto all'Olympia di Parigi interpretando la canzone di Jean Giucanti e Vincent Orsini Paese spentu.
Oltre ad essere un cantante è autore di alcuni libri autobiografici, Notes & chansons nel 1978, poi Une odeur de figuier sauvage nel 1999 e Le chemin des sources profondes nel 2005.

## Discografia
- Le porte-croix, 1969
- Cursichella, 1971
- Corsica amata, 1972
- Ricordi di Cursichella, 1973
- Ritornu à u paese, 1974
- Anima corsa, (poésies), 1974
-  Le prisonnier (album 75), 1975
- Corsica nostra, 1975
- Corsica sempre corsa, 1976
- Musa di un populu, (poésies), 1977
- Ver di casa, 1977
- Corsica, 1978
- Corsica! Mamma cara, 1978
- Cantu per un'isula ch'ùn si vole more, 1979
- Canti pupulari di Corsica (avec Maryse Nicolai), 1979
- Giuventù, 1980
- Isula, 1981
- Corsu, 1982
- Kalliste, 1982
- Nostalgia, 1983
- 20 ans de Chansons Corses, (Live Olympia, mai 1981), 1985
- Per tè, 1987
- Mon village m'appelle, (poésies), 1989
- Canti di a libertà, 1989
- Chante les frères Vincenti, 1991
- Natale d'amore, 1993
- Tempi d'amore, 1996
- Cantiques, 1999
- Ciosi 2000, 2000
- Per tè, 2000, Natale d'Amore album comprenant Canzona à Pampasgiolu (réédition coffret 3 cd, 2002)
- Luisa, 2005
- À voce piena, 2008
- Una mamma, (livre-disque 4 cd), 2011